# Cantonul Cannes-Centre
Cantonul Cannes-Centre este un canton din arondismentul Grasse, departamentul Alpes-Maritimes, regiunea Provence-Alpes-Côte d'Azur, Franța.

## Comune
- Cannes (parțial)